# F@ck This Job
F@ck This Job — российский документальный фильм Веры Кричевской, рассказывающий об истории телеканала «Дождь» и его соосновательнице Наталье Синдеевой.

## Сюжет
История начинается в 2008 году, когда после президентских выборов президентом России становится Дмитрий Медведев, заменив на 4 года Владимира Путина. В это же время, журналистка Наталья Синдеева загорелась желанием создать свой «культурный, лайфстайл» телеканал.
Изначально съёмочная команда решила открыть офис в Москва-Сити, но банк, отвечавший за аренду офиса, не смог пережить финансовый кризис 2008 года. Впоследствии, местом для будущего телеканала становится здание бывшей фабрики «Красный Октябрь».
Телеканал «Дождь», обладающий потенциалом и креативной командой, завоёвывает популярность у зрителей. Его студию посещают знаменитости, такие как Сергей Шнуров. Также телеканал стал освещать современные проблемы России, вроде «Болотного дела», которыми государственные новостные каналы не занимаются.
2014 год, когда началась война в Донбассе, для телеканала «Дождь» стал переломным. Канал испытывал трудности из-за нежелания заниматься пропагандой, как и другие официальные СМИ. Но заработанная годами зрительская симпатия поддерживала существование телеканала путём пожертвований, а дизайн-завод «Флакон» выделил даром своё помещение для дальнейшей работы.
Вскоре, Наталья Синдеева заболела раком, и канал встал в состоянии стагнации. Фильм заканчивается тем, что Синдеева узнаёт о поправках в конституции и едет на избирательный участок, чтобы проголосовать «против». Перед финальными титрами указывается судьба телеканала «Дождь» в 2021 году: за освещение митингов в поддержку Алексея Навального корреспонденты данного телеканала были исключены из кремлёвского пула, а впоследствии, телеканал получает статус «иностранного агента».

## Критика
На сайте-агрегаторе «Критиканство» средняя оценка русскоязычных изданий, основанная на 4 рецензиях, составляет 80/100.
Зинаида Пронченко из сайта «Афиша» описала, что фильм Кричевской превратился в манифест растоптанных намерений, а из мелодрамы про сильную женщину вырос в трагедию про обескровленную страну.
Анна Филиппова из сайта «Искусство кино» указала на то, что фильм самоиронично демонстрирует нежелание подчиняться потере свободы слова.
Павел Пугачёв из веб-журнала «Сеанс» охарактеризовал фильм тем, что он пример медиа, который просуществовал дольше своего срока.
Лариса Малюкова из издания «Новая газета» оценила образ Синдеевой, как примера человека, жившего в роскоши, перешедшего на сторону народа и интересов на фоне деградирующей власти.
Издание Meduza в 2022 году посвятило фильму вторую статью в серии публикаций «Кино в новой реальности», посвящённой документальным фильмам, которые во время российского вторжения на Украину становятся «ещё актуальнее и важнее». Авторы отметили, что фильм посвящён пути героини, постоянной гостьи светских вечеринок, которая узнает о совсем иной реальности: «теракты и ложь государственных чиновников, нищета и манипуляции пропагандистов, мир насилия и цинизма, который она до последнего пытается победить при помощи своего неистребимого оптимизма».